# Actephila ovalis
Actephila ovalis är en emblikaväxtart som först beskrevs av Henry Nicholas Ridley, och fick sitt nu gällande namn av Andrew Thomas Gage. Actephila ovalis ingår i släktet Actephila och familjen emblikaväxter. Inga underarter finns listade i Catalogue of Life.